# Повілас Гіліс
Повілас Гіліс (14 лютого 1948, с. Діджіокай, Молетський район) — литовський економіст і політик, міністр закордонних справ у 1992—1996 роках.

## Життєпис
Народився 14 лютого 1948 року в селі Діджіокай, Молетський район. У 1969 році закінчив економічний факультет Вільнюського університету. В 1974 р. здобув ступінь кандидата економічних наук. У 1982—1983 роках пройшов стажування в комерційній школі в Бергені. У 1990 році здобув ступінь доктора та став професором економіки.
У 1969 році він став викладачем економічного факультету Вільнюського університету. У 1989 році він став завідувачем відділу управління виробництвом та міжнародних економічних відносин. З 1991 р. — професор, з 2003 р. — завідувач кафедри теоретичної економіки.
У 1988 році він долучився до діяльності Саюдісу. У 1990 році був секретарем ЦК незалежної Комуністичної партії Литви, перетвореної на Литовську демократичну партію праці. У Литовській демпартії праці він був членом президії, він також був віце-президентом партії. З 2001 року належав до Литовської соціал-демократичної партії.
У 1992—2000 роках двічі був депутатом Сейму, був членом парламентської фракції Литовської демократичної партії праці.
З 17 грудня 1992 по 12 грудня 1996 рр. — був міністром закордонних справ. В результаті виборів 2012 року його знову обрали до Сейму зі списку партії «Шлях мужності». Протягом свого терміну він деякий час належав до фракції партії «Орден і справедливість».

## Нагороди та відзнаки
- Командирський хрест ордена «За заслуги» (Польща) (2001)[6].